# Naomi & goro
naomi & goro（なおみ・あんど・ごろー)は、ヴォーカル、ギターの布施尚美(ふせ・なおみ)と、ギター、ボーカルの伊藤ゴロー(いとう・ごろう)による日本のボサノヴァユニット。ギターの弾き語りというシンプルなスタイルで、ボサノヴァのスタンダードナンバーや、オリジナル曲を演奏。

## ディスコグラフィー

### アルバム
| 発売日         | タイトル                                | 規格品番   | 備考 |
| -------------- | --------------------------------------- | ---------- | --- |
| 2002年12月1日  | turn turn turn                          | 333D-5     | |
| 2003年12月11日 | Presente de Natal～bossa nova Christmas | 333D-008   | ボサノヴァ・クリスマスアルバム                                                                          |
| 2004年8月18日  | BON BON                                 | OBCB-0005  | |
| 2006年4月12日  | HOME(for I+STYLERS)                     | 333D-26    | ポップス・カバー・アルバム                                                                              |
| 2006年7月4日   | P.S.I Forgot                            | OBCB-0009  | |
| 2007年5月28日  | Bossa Nova Songbook1                    | RZCM-45891 | ボサノヴァ・スタンダード集 坂本龍一がピアノで「三月の水」「E Preciso Perdoar」に参加。                  |
| 2009年7月8日   | Bossa Nova Songbook2                    | RZCM-46215 | ボサノヴァ・スタンダード集 第2弾 リオデジャネイロ録音 チェロでジャキス・モレレンバウムが参加。          |
| 2009年10月21日 | passagem                                | RZCM-46343 | リオデジャネイロ録音（オリジナル・アルバム） ピアノに坂本龍一、チェロにジャキス・モレレンバウムが参加。 |
| 2013年3月6日   | CAFÉ BLEU SOLID BOND                    | RZCM-59262 | The Style Council『CAFÉ BLEU』のフルカバー + ボーナストラック2曲                                        |
| 2016年3月9日   | RIO, TEMPO                              | RZCM-86058 | オリジナル・アルバム                                                                                    |
| 2022年11月16日 | ケサランパサラン                        | UCCJ-2216  | ユニバーサル ミュージック                                                                               |

### コラボレーション アルバム
- calendula - 2011年7月13日 （「naomi & goro & 菊地成孔」名義。菊地成孔とのコラボレーションアルバム）

### 参加作品
- ジョアン・ジルベルト初来日記念盤 「Felicidade -A Tribute to Joao Gilberto」2003年 (東芝EMI)『isaura』のカバーで参加。
- アントニオ・カルロス・ジョビン生誕80周年記念アルバム 「Nosso Tom」2006年 (エイベックス)『イパネマの娘』のカバーで参加。

### テーマソング
- 2016年1月〜  NHK Eテレ「2355」の「おやすみソング」にアルバム『passagem』収録「Good Night Song」のライブバージョンが使用される。

## 主なライブ
- 2008年8月10日 - WORLD HAPPINESS 2008
- 2011年9月8日 - naomi & goro & 菊地成孔
- 2013年5月19日 - CAFÉ BLEU SOLID BOND 発売記念 LIVE
- 2013年8月24日 - Slow Music Slow LIVE '13 in 池上本門寺
- 2016年8月30日 - naomi & goro - Special Summer Bossa Nova Night -